# Klinik
Klinik (parfois appelé The Klinik), est un groupe belge de musique industrielle. Il est formé à l'origine vers 1982 par Marc Verhaeghen, praticien de la synthpop, qui en est le seul membre constant.

## Histoire
Marc Verhaeghen forme Klinik au début ou au milieu des années 1980, la date exacte variant selon les sources,. Le groupe est généralement décrit comme l'un des groupes belges de musique industrielle les plus influents de l'histoire.
En 1985, Verhaeghen s'associe à deux autres groupes, Absolute Body Control (avec Dirk Ivens et Eric van Wonterghem) et The Maniacs (Sandy Nijs) pour former un supergroupe, Absolute Controlled Clinical Maniacs. Ce nom un peu lourd est rapidement abandonné au profit du nom plus court The Klinik. Grâce à leurs liens avec Sandy Nijs et à son implication dans le réseau international de vente de cassettes, les Klinik se voient proposer une tournée en Norvège en 1985.
Nijs quitte rapidement le groupe pour former Hybryds, suivi en 1987 par van Wonterghem, laissant The Klinik sous la forme du duo « classique » de Dirk Ivens et Marc Verhaeghen.
The Klinik se fait rapidement un nom grâce à son style EBM froid et dur et à ses concerts, où Ivens et Verhaeghen se produisaient la tête enveloppée de gaze et vêtus de longs manteaux de cuir noir. La voix sifflante d'Ivens et ses paroles minimalistes étaient complétées par Verhaeghen au synthétiseur et son jeu de trombone distordu. Après Time, un album dont aucun des deux membres n'était satisfait, les différences musicales deviennent trop importantes et ils décident de se séparer. Lors d'une interview en 2013, Ivens déclare que le duo prenait des directions différentes sur le plan musical, et que le compromis entre deux membres seulement était difficile.
Ivens se concentre sur son propre projet Dive, et Verhaeghen continue sous le nom de Klinik (abandonnant l'article défini du nom du groupe à ce moment-là) ; parfois en tant que projet solo, parfois avec d'autres membres
Ivens et Verhaeghen se retrouvent brièvement pour quelques concerts en 2003/2004, dont l'un est publié sur CD en septembre 2004. Cette réunion n'était pas destinée à durer, mais en 2008, Ivens et Verhaeghen décident de commencer à travailler ensemble sur de nouveaux morceaux sous le nom de Klinik. Peu après, Verhaeghen est tombé malade, ce qui reporte la production du nouvel album. Pendant la convalescence de Verhaeghen, Ivens continue à tourner sous le nom de Klinik, rejoint sur scène par Peter Mastbooms (de Pressure Control et The Juggernauts).
Le premier album du groupe avec Verhaeghen et Ivens depuis 22 ans, Eat Your Heart Out, est publié par Out Of Line Records (Berlin) en CD et en tirage limité à 500 exemplaires en vinyle blanc et 200 exemplaires en vinyle noir le 1er mars 2013.

## Discographie

### Albums studio
- 1985 : Sabotage
- 1986 : De Fabriek
- 1986 : Walking with Shadows
- 1987 : Plague
- 1988 : Face to Face
- 1989 : Klinik - Box
- 1991 : Time
- 1992 : Contrast
- 1993 : Klinik - Live
- 1995 : Stitch
- 1995 : To the Knife
- 1996 : Awake
- 1998 : Blanket of Fog
- 2002 : Sonic Surgery
- 2003 : Akhet
- 2004 : Dark Surgery
- 2004 : Live at Wave-Gotik-Treffen 2004
- 2005 : Klinik 7 Vidna Obmana - Gluttony
- 2006 : Klinik 7 Vidna Obmana - Greed
- 2013 : Eat Your Heart Out
- 2014 : The Klinik 84  91
- 2017 : Reset

### Singles et EP
- 1986 : Pain and Pleasure
- 1987 : Fear
- 1989 : Fever
- 1989 : Insane Terror
- 1990 : Black Leather

### Compilations
- 1987 : Melting Close + Sabotage
- 1988 : The Klinik
- 1989 : Face to Face - Fever
- 1990 : Black Leather
- 1991 : States
- 1996 : Forma Tadre, Covenant, Klinik, Dementia Simplex - The O-Files
- 2001 : End of the Line
- 2007 : Nineties
- 2008 : Projects